# Valéria Faure-Muntian
Valéria Faure-Muntian est une femme politique française, née le 2 septembre 1984 à Kilia (région de Boudjak, RSS d'Ukraine). Elle est élue députée de la troisième circonscription de la Loire pour le parti présidentiel La République en marche lors des élections législatives de 2017, et ne se représente pas en 2022.

## Biographie
Née en 1984 en Ukraine, elle est l'aînée des trois enfants d'une famille ukrainienne ayant des ascendances moldaves (Мунтянь est la translittération en caractères cyrilliques de Muntean). Elle immigre en 1998 avec sa famille en France. Elle intègre alors le collège Diderot puis les lycées Pasteur et Pergaud de Besançon. Elle obtient son baccalauréat STT option comptabilité-gestion en 2002. En 2005, à l'âge de 21 ans, elle est naturalisée et ne conserve que sa nationalité française. Elle s'inscrit ensuite à la faculté de droit de Dijon puis obtient un BTS banque assurance en 2007 de CFA Banque de Strasbourg.
En cours de son mandat, elle continue à se former. En 2019 elle valide le module en géopolitique à l’ENA. Puis en 2022 elle obtient un MBA en management stratégique et intelligence économique auprès de l’EGE.
Elle occupe successivement des postes auprès de la Société générale, EDF, Auxiliaire Vie BTP (filiale de la SMABTP) et enfin Groupama, comme chargée de clientèle.
En 2016, elle rejoint le parti politique En marche fondé par Emmanuel Macron. Elle devient d'abord co-animatrice du comité local du mouvement à Sorbiers, puis membre du comité départemental. 
Aux élections législatives de 2017, elle est candidate dans la troisième circonscription de la Loire. Face à François Rochebloine, député UDI depuis 1988, elle se qualifie pour le second tour, en tête avec 33 % des voix exprimées,,,. Elle obtient près de 53 % des suffrages exprimés au second tour de scrutin. Elle ne souhaite pas se présenter aux élections législatives de 2022.
Elle est nommée Déléguée générale de l’ANACOFI https://www.anacofi.asso.fr/ en décembre 2022.

## Mandat parlementaire

### Assurances
Au début de la crise, elle appelle les épargnants à la prudence et à la rationalité, afin de ne pas aggraver la crise sanitaire, par une panique boursière.
Sa proposition de loi sur la réforme du courtage d'assurances et bancaire est inscrite à l’ordre du jour de l’Assemblée en janvier 2021. Ayant participé à des auditions au sein du think tank Intermedius, proche du syndicat professionnel Planète CSCA, elle est critiquée par Mediapart, comme étant en conflit d'intérêts. Consulté, le déontologue de l'Assemblée estime qu'il n'y a pas de conflit d'intérêts, l'activité concernée étant bénévole.
C’est également en 2021 qu’elle publie un rapport sur la Cyber assurance .
Elle s'implique également dans le texte relatif à l'indemnisation des catastrophes naturelles et remet, en 2019, un rapport à la direction du Trésor. 

### Numérique
Particulièrement investie sur la question de la digitalisation de l’économie, elle contribue au rapport https://www.enseignementsup-recherche.gouv.fr/fr/la-strategie-ia-pour-faire-de-la-france-un-acteur-majeur-de-l-intelligence-artificielle-49298 de Cédric Villani, publié en 2018.
Puis en 2019 après le rapport co-écrit avec Claude de Ganay et Ronan Le Gleut pour le compte de l’OPECST, elle est très active sur la questions des Prestataires de Service en Actifs Numériques (PSAN) dans le cadre de la loi PACT aux coté de Jean-Noël Barrot.
En 2020, elle rend un rapport, co-écrit avec Daniel Fasquelle, sur les plateformes numériques. Ils proposent d’instaurer des règles spécifiques pour les grandes plateformes et de durcir les règles de la concurrence envers les Gafa. Une direction prise par l’Union européenne quelques mois plus tard, avec le Digital Service Act (DSA),.

### Autres postes
Membre de la commission des Affaires économiques, elle en devient vice-présidente avant de passer à la commission des Finances en 2020.
Présidente du groupe d'amitié France-Ukraine de l'Assemblée nationale, elle s'est investie dans les relations avec l'Ukraine, et est particulièrement active depuis le début de la guerre en 2022.